# Tina Gollan
Tina Gollan (* 9. Oktober 1984 in Potsdam) ist eine ehemalige deutsche Volleyballspielerin.
Tina Gollan wuchs nach der Wende im badischen Weil am Rhein auf und begann mit dem Volleyball beim heimischen VC Weil. Über den SV Sinsheim und den VC Olympia Sinsheim kam die Angreiferin zum Bundesligisten Schweriner SC und gewann hier 2006 die Deutsche Meisterschaft sowie 2006 und 2007 den DVV-Pokal. Außerdem belegte sie in den Ranglisten des deutschen Volleyballs jahrelang vorderste Plätze in den Kategorien Aufschlag und Angriff. Danach ließ sie verletzungsbedingt ihre Karriere beim Regionalligisten SV Fortschritt Neustadt-Glewe ausklingen.
Tina Gollan absolvierte zahlreiche Jugend-/Juniorinnen-Länderspiele und erspielte den vierten Platz der Jugend-EM 2001 sowie den fünften Platz der Juniorinnen-WM 2003. Auch dem Kader der A-Nationalmannschaft gehörte sie einige Jahre an.